# 알칼라 거리
알칼라 거리(스페인어: Calle de Alcalá)는 스페인 마드리드에서 가장 긴 거리이자 주요 거리이다. 푸에르타 델 솔 광장에서 시작하여 도시의 북동쪽 외곽까지 이어지며 총 거리는 11km이다. 스코틀랜드의 여행작가 헨리 데이비드 잉글리스는 1837년에 알칼라 거리를 "길이가 길고, 폭이 매우 넓으며, 옆에는 다양하고 크기가 다른 건물들이 있다"고 묘사하기도 했다.

마드리드 지도 내 알칼라 거리(빨간선)

## 역사와 랜드마크

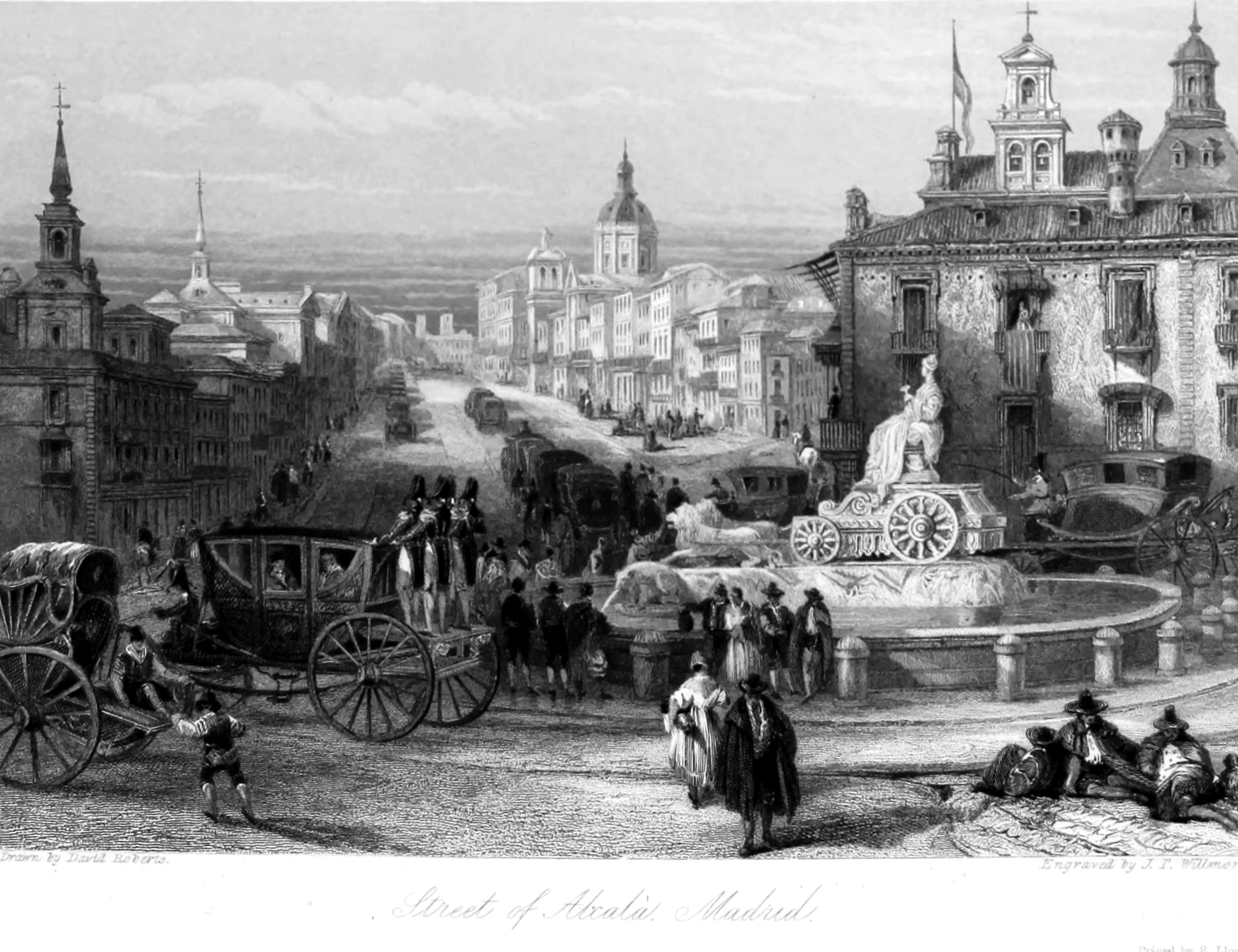
데이비드 로버츠가 그린 시벨레스 분수와 알칼라 거리, 1838년경

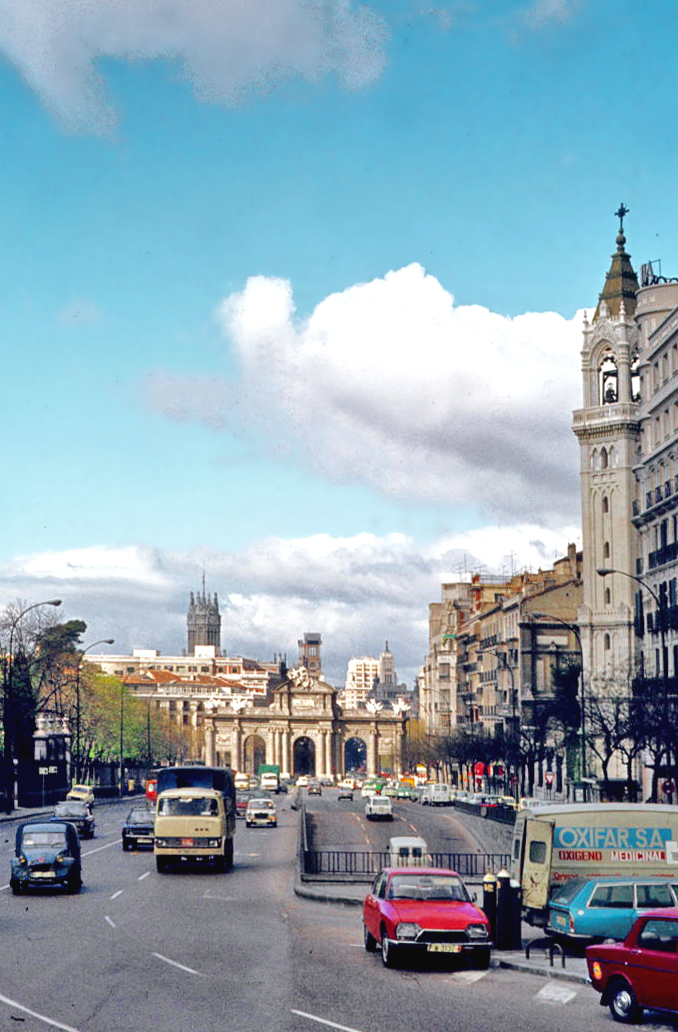
1970년대 알칼라 거리

알칼라 거리는 마드리드에서 가장 오래된 거리 중 하나이며 스페인의 역사적인 도시 알칼라데에나레스에서 이름을 따왔다. 과거 알칼라데에나레스로 이어졌던 알칼라 거리는 아라곤주까지도 이어졌었으며 현재 이 경로는 A-2 고속도로로 연결된다. 알칼라 거리에는 수많은 주요 건축물들과 랜드마크가 있다. 알칼라 거리 16에는 빌바오 비즈카야 은행 건물이 있으며, 알칼라 거리 20에 있는 한 나이트 클럽에선 1983년 대형화제가 발생해 82명이 사망하기도 했다. 그리고 23에는 1911년에 완공된 Edificio Metrópolis 빌딩과 1931년에 완공된 La Unión y el Fénix Español 등 역사적인 건물들이 있다. 이 외에도 Círculo de Bellas Artes, 시벨레스 광장과 시벨레스 분수, 푸에르타 데 알칼라, 산 페르난도 왕립미술아카데미, 스페인 교육부 건물, 세르반테스 문화원 본부 건물, 스페인 은행 건물, 레티로 공원과 라스 벤타스 투우장 등이 있다.